# Elektrické zařízení
Elektrické zařízení je technické zařízení, které ke své činnosti nebo působení využívá účinků elektrických nebo elektromagnetických jevů. Elektrické zařízení nebo jeho části se skládají z elektrických obvodů, elektrické instalace a elektrických předmětů. Elektrická zařízení se dělí podle účelu, podle napětí, podle druhu proudu, podle nebezpečí úrazu elektrickým proudem a podle provozní spolehlivosti.